# Трудова група

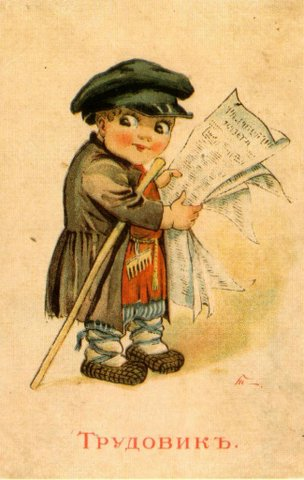
Гумористичне зображення «трудовика» на російській поштівці. 1917 р.

«Трудова група» («Трудовики») — ліберально-демократичне угруповання (парламентська група, пізніше — фракція) у Державній Думі Російської імперії (1906–1917), до якого належали переважно селяни, а також різночинна інтелігенція.
Створена 1906 в Першій Державній думі Російської імперії, «Т. г.» проіснувала до Лютневої революції 1917, коли указом імператора Миколи ІІ засідання Четвертої Думи були тимчасово призупинені (як виявилося назавжди).
На початку своєї парламентської діяльності «Т. г.» не вважалася політичною партією, оскільки була виключно парламентською організацією. Не відрізнялася виразно від суміжних груп і не мала суворої партійної дисципліни. У перший час у неї не було навіть самостійної програми. В «Т. г.» вступали депутати, які за поглядами знаходилися лівіше кадетів, їх головні вимоги стосувалися, перш за все, аграрного питання, його радикального вирішення.
В І Державній думі (1906) до «Т. г.» належала більшість депутатів-селян від українських губерній і міст.
В ІІ Думі в складі фракції трудовиків була сформована українська парламентська група — Українська трудова громада.